# پتاسیم سیترات
پتاسیم سیترات (به انگلیسی: Potassium citrate) با فرمول شیمیایی C۶H۵K۳O۷ یک ترکیب شیمیایی با شناسه پاب‌کم ۱۳۳۴۴ است. که جرم مولی آن ۳۰۶٫۳۹۵ g/mol می‌باشد. شکل ظاهری این ترکیب، پودر سفید است.
به عنوان یک افزودنی غذایی از پتاسیم سیترات برای تنظیم اسیدیته استفاده می شود و با عدد ئی E۳۳۲ شناخته می شود. در پزشکی ممکن است از آن برای کنترل سنگ کلیه ای که بر اثر اوریک اسید یا سیستین ایجاد  شده استفاده گردد.